# 142 Polana
Polana (định danh hành tinh vi hình: 142 Polana) là một tiểu hành tinh rất tối nằm trong vành đai tiểu hành tinh. Ngày 28 tháng 1 năm 1875, nhà thiên văn học người Áo Johann Palisa phát hiện tiểu hành tinh Polana khi ông thực hiện quan sát tại Đài thiên văn Hải quân Áo và đặt tên nó theo tên thành phố Pola (Pula, Croatia), nơi đặt Đài thiên văn Hải quân Áo.
142 Polana là thành viên chính của nhóm tiểu hành tinh họ Polana, một nhóm con của nhóm tiểu hành tinh họ Nysa. Tiểu hành tinh này có đường kính ước tính khoảng 55,3 km và suất phản chiếu mức thấp là 0,045. Nó quay ở khoảng cách gấp 2,419 lần khoảng cách giữa Trái Đất với Mặt Trời, với chu kỳ quỹ đạo là 3,76 năm và độ lệch tâm 0,14.
Trong phân loại Tholen, Polana không phải là một tiểu hành tinh cacbon nguyên thủy loại F, mà thuộc các tiểu hành tinh loại C phổ biến hơn. Theo phân loại SMASS, Polana được phân loại là tiểu hành tinh loại B, một dạng kết hợp giữa loại B Tholen và loại F. Quang phổ của nó có lớp màu xanh cho thấy sự hiện diện của magnetit (Fe3O4), một đặc tính của lớp SMASS.

Điểm gốc ở 162173 Ryugu có thể là 495 Eulalia hoặc 142 Polana
Mặt Trời·
Trái Đất·
162173 Ryugu·
142 Polana·
495 Eulalia